# 渚のバルコニー
「渚のバルコニー」（なぎさのバルコニー）は、1982年4月21日にCBS・ソニーから発売された松田聖子の9枚目のシングル。規格品番：07SH 1148（レコード）1989年には8cmCD、2004年には紙ジャケット仕様の完全生産限定盤12cmCDとして再び発売されている。

## 背景
作詞の松本隆は、人気絶頂のアイドルに「馬鹿ね」という挑発的な歌詞を歌わせる事でファンから苦情が来るのではないかと不安があったという。ここを上手く歌えるかが作品の肝になると考えて収録に臨んだが、聖子は自然に「ばーかねぇ」と間を伸ばす柔らかいニュアンスの歌い方をしたため、松本の意図した通りの結果になったと、後年のテレビ番組などで語っている。
歌詞中の「缶コーラ」の ″ラ″ は聖子の本来の声域よりも低かったことに加え、明るく開放感を出すためにテレビで歌う際にはキーを上げて歌っていた。
バックコーラスは須藤薫、BUZZが務めている。
2008年、中島みゆきと共演した富士フイルム化粧品 ″ASTALIFT（アスタリフト）″ CMで使用され、CMにはこの曲を中島が口ずさむシーンもある。

## 収録曲
全作詞：松本隆／作曲：呉田軽穂（松任谷由実）
1. 渚のバルコニー（3分42秒）
編曲：松任谷正隆
2. レモネードの夏（3分38秒）
編曲：新川博
  - 夏のライブ『SEIKO MATSUDA CONCERT TOUR 2006 bless you』で、久しぶりに披露された。同名タイトルで2006年9月20日にDVD化もされている。

## カバー
渚のバルコニー
- Cocco（2006年、トリビュート・アルバム『Jewel Songs 〜Seiko Matsuda Tribute & Covers〜』）
- 米米CLUB（2007年、ライブDVD『a K2C ENTERTAINMENT DVD BOX 米盛 III』）
- 内田真礼（2020年、アルバム『VOICE〜声優たちが歌う松田聖子ソング〜 Female Edition』）

レモネードの夏
- 藤村鼓乃美（2011年、トリビュート・アルバム『MemorieS〜Bitter Sweet Pineapple〜』）
- 中川翔子（2015年、トリビュート・カバー・アルバム『風街であひませう』の完全限定生産盤スペシャル・ディスク（『風街でよむ』）に歌詞朗読が収録）

## 関連作品
- 渚のバルコニー　
  - Pineapple
  - Seiko・plaza
  - Seiko-Train
  - Seiko Box
  - Seiko Monument
  - Bible II
  - Complete Bible
  - Seiko Matsuda 1980-1995
  - Seaside 〜Summer Tales〜
  - SEIKO SUITE
  - Best of Best 27
  - Premium Diamond Bible
  - Diamond Bible
  - SEIKO STORY〜80's HITS COLLECTION〜
  - Seiko Matsuda Hit Collection Vol.1
  - We Love SEIKO -35th Anniversary 松田聖子究極オールタイムベスト50Songs-
  - Seiko Matsuda Sweet Days
- レモネードの夏　
  - Pineapple
  - Touch Me, Seiko
  - Complete Bible
  - Seaside 〜Summer Tales〜
  - SEIKO SUITE
  - Premium Diamond Bible
  - Diamond Bible
  - Seiko Matsuda Sweet Days